# Гони
Гони — українська старовинна міра довжини. Первісно означала довжину зораного поля. Тоді як офіційною одиницею великих відстаней була верста, аж до XIX століття в побуті використовувалася гона чи гони. Розрізняли великі («добрі») гони — 120 сажень, середні гони — 80 сажень, малі гони — 60 сажень.